# Esperança (Paraíba)
Pour les articles homonymes, voir Esperança.
Esperança est une ville brésilienne de l'est de l'État de la Paraíba.
Sa population était estimée à 29 801 habitants en 2007. La municipalité s'étend sur 165 km2.